# Phlaurocentrum latevittatum
Phlaurocentrum latevittatum är en insektsart som beskrevs av Karsch 1889. Phlaurocentrum latevittatum ingår i släktet Phlaurocentrum och familjen vårtbitare. Inga underarter finns listade i Catalogue of Life.